# Galliërs

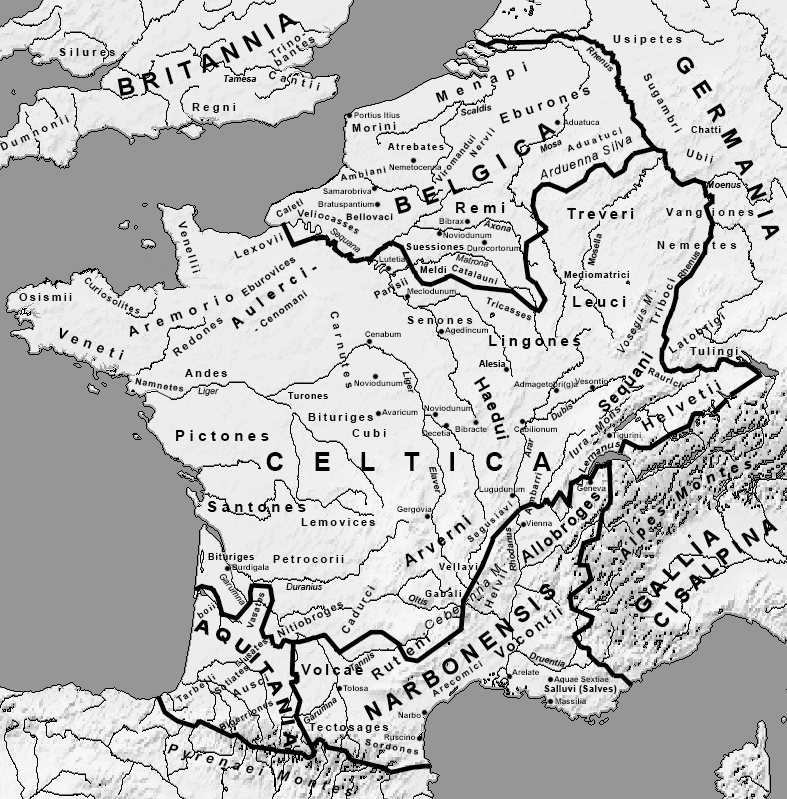
Verdeling van Gallië rond 54 v.Chr.

De naam Galliërs is een oude term voor de volkeren die voor de inval van de Romeinen Europa ten westen van de Rijn bevolkten, ook Gallië genoemd.
Omdat de meeste van deze stammen grotendeels Kelten waren, werden ze door de Romeinen ook Celtae genoemd. Daarvan zijn Gallatus en Gallus afgeleid. Het is echter ook mogelijk dat deze woorden hun stam hadden in het Keltische Galno (kracht of sterkte). In de andere Europese talen heten ze ook wel Gaul (Engels), Gaulois (Frans) en Galo (Spaans).
De Galliërs blonken uit in hun nieuwe landbouw-, wapen- en kunsttechnieken. Ze voerden ook regelmatig strijd tegen elkaar, want ze vormden geen politieke eenheid. Caesar schreef in zijn Commentarii de bello Gallico ook dat ze mensenoffers brachten, maar behalve vondsten van onder andere de Engelse Lindowman kan dit niet worden bevestigd. Ze hadden wel een godsdienst die werd bedreven door druïden, die ook een grote politieke en wettelijke macht kregen.

## Verder lezen
- A. Thierry, Histoire des Gaulois depuis les temps les plus reculés jusqu'à l'entière soumission de la Gaule à la domination romaine, 3 dln., Parijs, 1828.
- E. Cougny - Henri Lebègue trad. comm.,  Extraits des auteurs grecs concernant la géographie et l'histoire des Gaules, 6 dln., Parijs, 1878-1892.

Gallia Cisalpina:
Anares · Beluni · Boii · Carni · Caturiges · Cenomani · Ceutrones · Insubres · Lepontii · Libici · Lingones · Nerusi · Salassi · Segusani · Suetri · Taurini · Vedianti

Gallia Transalpina:
Aedui · Albici · Allobroges · Ambarri · Ambiani · Andecavi · Arecomici · Atrebati · Aulerci Cenomani · Aulerci Diablintes · Aulerci Eburovices · Arverni · Baiocasses · Bellovaci · Bituriges Cubi · Bituriges Vivisci · Cadurci · Caleti · Carnutes · Catalauni · Caturiges · Cavares · Cenomani · Centrones · Cetrones · Commoni · Condrusi · Coriosolitae · Durocasses · Eciates · Eleuteti · Gabali · Garocelli · Geidumni · Grudii · Helvetii · Helvii · Lemovices · Leuci · Levaci · Lexovii · Lingones · Mandubii · Mediomatrici · Medulli · Menapii · Morini · Namnetes · Nantuates · Nerviërs · Nitiobriges · Osismii · Parisii · Petrocorii · Pictones · Pleumoxii · Redones · Remi · Ruteni · Salluviërs · Santones · Segni · Segovellauni · Segusiavi · Senones · Sequani · Silvanectes · Sordones · Suessiones · Tectosages · Tigurini ·  Tougener · Treveri · Tricasses · Tricastini · Turones ·  Veliocasses · Vellavi · Venelli · Veneti · Viducasses · Viromandui · Vocontii · Volcae Arecomici · Volcae Tectosages · Vivisci